# بازيدوكسيفين
البازيدوكسيفين(Bazedoxifene)، الذي يباع تحت الإسم التجاري كونبريزا(Conbriza)، هو دواء يستخدم لعلاج هشاشة العظام بعد انقطاع الطمث.  إنه يعمل على التقليل من خطر الإصابة بكسور العمود الفقري ولكن ليس كسور الورك .  و يعطى عن طريق الفم. 
تشمل الآثار الجانبية الشائعة لهذا العقار على: الهبات الساخنة وتشنجات العضلات و تورم الساقين. إضافة إلى ذلك، فقد تشمل الآثار الجانبية الأخرى جلطات الدم.  و لا ينبغي استخدامه أثناء الحمل.  إنه منظم انتقائي لمستقبلات هرمون الاستروجين (SERM). 
تمت الموافقة على البازيدوكسيفين للاستخدام طبيًا في أوروبا في عام 2009.  في الولايات المتحدة، يتوفر فقط في تركيبة مع البازيدوكسيفين/الإستروجينات المترافقة. 